# Igaci
Igaci là một đô thị ở bang Alagoas, Brasil. Dân số năm 2004 ước tính là 25.305 người.